# Mitogène
Un mitogène est un moyen favorisant la mitose et la division cellulaire. C’est le contraire de ce que cherchent à faire les traitements anticancéreux encore appelés anti-mitotiques. Les mitogènes sont le plus souvent des substances d’origine végétale, comme la phytohémagglutinine, extraite du haricot rouge.

## Applications
Les mitogènes sont utiles en cancérologie pour l’analyse des chromosomes d’une tumeur : ils favorisent les divisions cellulaires avant de les bloquer pour examiner les chromosomes individualisés au moment de la mitose ; en immunothérapie, ils stimulent la prolifération de cellules immunocompétentes prélevées chez le malade, éventuellement au sein de la tumeur, pour obtenir, en culture cellulaire, de grandes quantités de cellules cytotoxiques qui seront réinjectées ensuite au malade pour le traiter.